# Parazonium

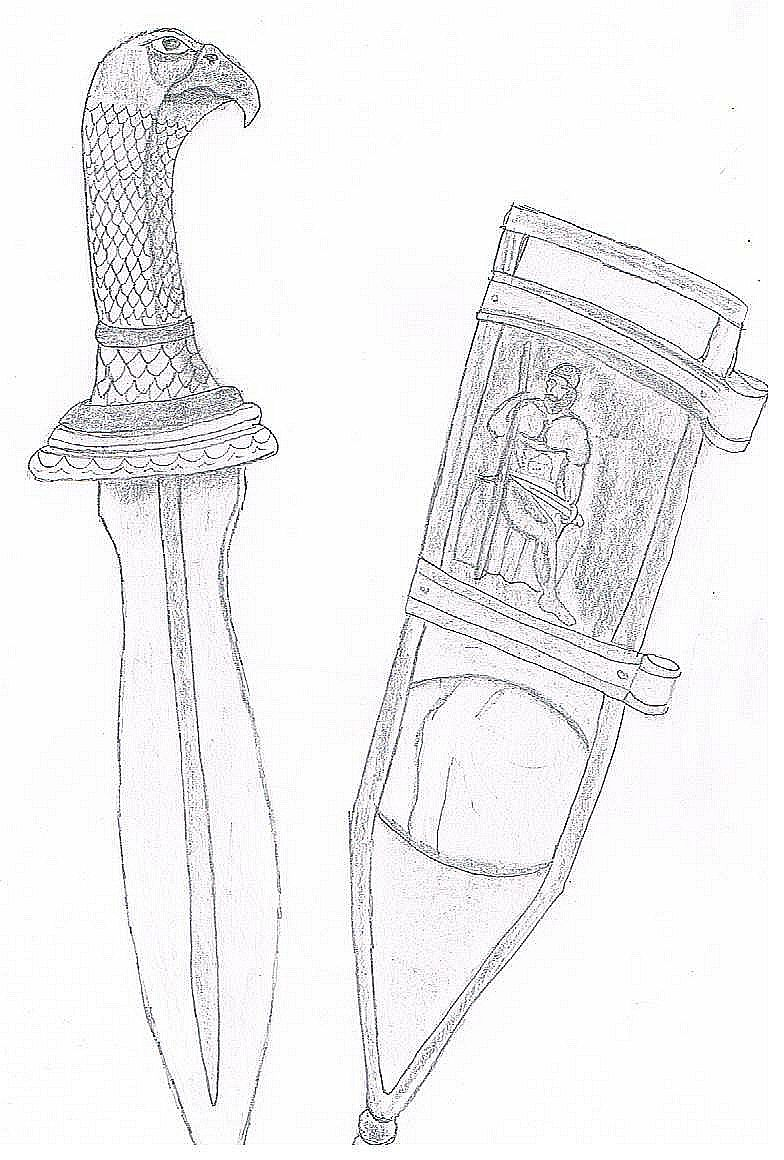
Dessin d’un modèle classique de parazonium romain

Le parazonium (du grec παραζώνιον, dérivé de παραζώνη, "ceinture") est un glaive court attaché à un ceinturon (cinctorium), que portaient du côté gauche les tribuns et les officiers supérieurs des armées romaines, plus comme marque de distinction que pour son usage réel, tandis que le glaive (gladius), épée du simple soldat, était suspendu, du côté droit, à un baudrier (balteus).